# あのアーミン毛皮の貴婦人
『あのアーミン毛皮の貴婦人』(あのアーミンけがわのきふじん、That Lady in Ermine)は、1948年のアメリカ合衆国のミュージカル映画。監督はエルンスト・ルビッチ、出演はベティ・グレイブル、ダグラス・フェアバンクス・ジュニア、シーザー・ロメロなど。
原作はルドルフ・シャンツァーとエルンスト・ヴェリッシュによる1919年初演のオペレッタ『Die Frau im Hermelin』。
ルビッチ監督が製作半ばで急逝したためオットー・プレミンジャーが引き継ぎ完成させた。
日本では劇場未公開。

## キャスト
- アンジェリーナ/フランチェスカ: ベティ・グレイブル
- テグラシュ大佐/公爵: ダグラス・フェアバンクス・ジュニア
- マリオ: シーザー・ロメロ
- ルイージ: ハリー・ダベンポート
- ホーヴァス/ベンベヌート: ウォルター・アベル
- アルベルト: レジナルド・ガーディナー
- テレサ: バージニア・キャンベル

## 賞とノミネート
第21回アカデミー賞で「This is the Moment」（作曲：フリードリッヒ・ホレンダー、作詞：レオ・ロビン）が歌曲賞にノミネートされたが、『腰抜け二挺拳銃』の「ボタンとリボン」が受賞した。